# Begonia punbatuensis
Begonia punbatuensis là một loài thực vật có hoa trong họ Thu hải đường. Loài này được Kiew mô tả khoa học đầu tiên năm 2001.